# Rosenhäger

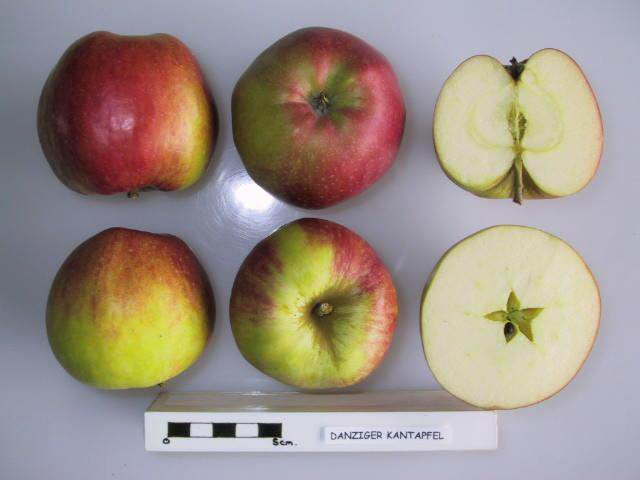
Rosenhäger-äpplen.

Rosenhäger är en äppelsort vars ursprung inte är säker. Äpplesorten är flera gånger omnämnd i Svenska tidskrifter från 1700-talet.[källa behövs] Även stavningen Rosenheger förekom. Skalet på detta äpple är mestadels rött, och köttet är blandat sött och syrligt. Rosenhäger är ett höstäpple, och plockas i oktobers början, och håller fram till november. Blomningen på detta äpple är medeltidig, och äpplet pollineras av äpplen med samtidig blomning. I Sverige odlas Rosenhäger gynnsammast i zon II-IV. Fruktträdskräfta är ett stort problem med denna äpplesort.[källa behövs]
Bland pomologer som hyllat Rosenhäger, kan Olof Eneroth nämnas.
En annan sort är
Dansk Rosenhäger = Marmorerad Sommarpipping. Denna var förr odlad i Stockholms län och Uppsala län.